# 扇脉杓兰
日本喜普鞋蘭（学名：Cypripedium japonicum），又名扇脉杓兰、日本杓蘭，为兰科杓兰属下的一个种。其种加词“japonicum”意为“日本的”。

## 扩展阅读
- 维基共享资源上的相關多媒體資源：扇脉杓兰